# Otteradet ulvefod
Otteradet ulvefod (Huperzia selago) er en 5-20 cm høj ulvefodsplante, der i Danmark vokser på morbund på f.eks. heder eller lysåbne skove. Otteradet ulvefod er den kraftigste af vores hjemlige arter af Ulvefod. Planten er giftig.

## Beskrivelse
Otteradet ulvefod er en jordboende (ikke-epifytisk) karplante med oprette eller opstigende skud. Den sporebærende plante består af en jordstængel med trævlerødder og en overjordisk del, der har opstigende gaffeldelte stængler med talrige, tætsiddende og spiralstillede, bittesmå blade. Løvblade og sporehusblade er ens. I toppen af skuddene kan forekomme små ynglelegemer, men den ses aldrig med strobilus.
Det meste af planten er over jorden, men fra den krybende jordstængel udgår små primitive hvidlige rødder.

## Voksested
I Danmark er Otteradet ulvefod mest kendt fra heder, hedemoser, morbunds-skove og tilvoksede grusgrave. Den er temmelig sjælden i Jylland og på Bornholm, mens den er meget sjælden i resten af landet.

## Anvendelse
Afkog har tidligere (grundet plantens giftighed) været brugt mod lus, heraf bl.a. det norske navn Lusegress.
| Portal | Portal:Botanik |